# Japan Open de 2001
O Japan Open de 2000 foi a quarta edição do Japan Open, um evento anual de patinação artística no gelo organizado pela Federação Japonesa de Patinação. A competição foi disputada no dia 4 de janeiro, na cidade de Tóquio, Japão.

## Eventos
- Individual masculino
- Individual feminino
- Duplas
- Dança no gelo

## Medalhistas
| Evento                        | Ouro                                             | Prata                                            | Bronze                                      |
| Individual masculino detalhes | Alexei Yagudin · Rússia                          | Evgeny Plushenko · Rússia                        | Todd Eldredge · Estados Unidos              |
| Individual feminino detalhes  | Maria Butyrskaya · Rússia                        | Irina Slutskaya · Rússia                         | Midori Ito · Japão                          |
| Duplas detalhes               | Elena Berezhnaya · Anton Sikharulidze · Rússia   | Sarah Abitbol · Stéphane Bernadis · França       | Kyoko Ina · John Zimmerman · Estados Unidos |
| Dança no gelo detalhes        | Barbara Fusar-Poli · Maurizio Margaglio · Itália | Margarita Drobiazko · Povilas Vanagas · Lituânia | Shae-Lynn Bourne · Victor Kraatz · Canadá   |

## Resultados

### Individual masculino
| Pos.              | Nome             | Nacionalidade  |
| ----------------- | ---------------- | -------------- |
| Medalha de ouro   | Alexei Yagudin   | Rússia         |
| Medalha de prata  | Evgeny Plushenko | Rússia         |
| Medalha de bronze | Todd Eldredge    | Estados Unidos |
| 4                 | Takeshi Honda    | Japão          |
| 5                 | Alexei Urmanov   | Rússia         |

### Individual feminino
| Pos.              | Nome             | Nacionalidade |
| ----------------- | ---------------- | ------------- |
| Medalha de ouro   | Maria Butyrskaya | Rússia        |
| Medalha de prata  | Irina Slutskaya  | Rússia        |
| Medalha de bronze | Midori Ito       | Japão         |
| 4                 | Chen Lu          | China         |
| 5                 | Yoshie Onda      | Japão         |

### Duplas
| Pos.              | Nome                                  | Nacionalidade  |
| ----------------- | ------------------------------------- | -------------- |
| Medalha de ouro   | Elena Berezhnaya / Anton Sikharulidze | Rússia         |
| Medalha de prata  | Sarah Abitbol / Stéphane Bernadis     | França         |
| Medalha de bronze | Kyoko Ina / John Zimmerman            | Estados Unidos |
| 4                 | Yuko Kawaguchi / Aleksandr Markuntsov | Japão          |

### Dança no gelo
| Pos.              | Nome                                    | Nacionalidade |
| ----------------- | --------------------------------------- | ------------- |
| Medalha de ouro   | Barbara Fusar-Poli / Maurizio Margaglio | Itália        |
| Medalha de prata  | Margarita Drobiazko / Povilas Vanagas   | Lituânia      |
| Medalha de bronze | Shae-Lynn Bourne / Victor Kraatz        | Canadá        |

## Quadro de medalhas
| Ordem | País           | Medalha de ouro | Medalha de prata | Medalha de bronze |    | Ordem por total |
| ----- | -------------- | --------------- | ---------------- | ----------------- | -- | --------------- |
| 1     | Rússia         | 3               | 2                |                   | 5  | 1               |
| 2     | Itália         | 1               |                  |                   | 1  | 3               |
| 3     | França         |                 | 1                |                   | 1  | 3               |
| 3     | Lituânia       |                 | 1                |                   | 1  | 3               |
| 5     | Estados Unidos |                 |                  | 2                 | 2  | 2               |
| 6     | Canadá         |                 |                  | 1                 | 1  | 3               |
| 6     | Japão          |                 |                  | 1                 | 1  | 3               |
| TOTAL | TOTAL          | 4               | 4                | 4                 | 12 | —               |